# Nangal Thakran
Nangal Thakran é uma vila no distrito de North West, no estado indiano de Deli.

## Demografia
Segundo o censo de 2001, Nangal Thakran tinha uma população de 3558 habitantes. Os indivíduos do sexo masculino constituem 54% da população e os do sexo feminino 46%. Nangal Thakran tem uma taxa de literacia de 72%, superior à média nacional de 59,5%: a literacia no sexo masculino é de 80% e no sexo feminino é de 63%. Em Nangal Thakran, 14% da população está abaixo dos 6 anos de idade.